# 霍斯福德 (佛羅里達州)
霍斯福德（英語：Hosford）是位於美國佛羅里達州利伯蒂县的一個人口普查指定地區。

## 地理
霍斯福德的座標為30°23′12″N 84°47′53″W / 30.38667°N 84.79806°W，而該地最高點為海拔高度37米（即121英尺）。

## 人口
根據2010年美國人口普查的數據，霍斯福德的面積為12.88平方千米，均為陸地。當地共有人口650人，而人口密度為每平方千米50人。